# Wurfausgleich
Unter Wurfausgleich versteht man die Verteilung von einzelnen Ferkeln sehr großer Würfe an fremde Sauen mit weniger Ferkeln. Zumeist geschieht dies während der ersten beiden Lebenstage.
In der Regel verbleiben die kleinsten Ferkel bei der Mutter, während die größeren versetzt werden.
Da jedes Ferkel einen bestimmten Platz an den Zitzen der Mutter hat und dieses Position in Rangkämpfen bestimmt wird und unbenutzte Zitzen nach wenigen Tagen versiegen, ist der Zeitraum für einen erfolgreichen Wurfausgleich begrenzt.